# Cleora leucophaea
Cleora leucophaea är en fjärilsart som beskrevs av Butler 1878. Cleora leucophaea ingår i släktet Cleora och familjen mätare. Inga underarter finns listade i Catalogue of Life.